# Gödel, Escher, Bach : Les Brins d'une Guirlande Éternelle
Pour les articles homonymes, voir GEB.
Gödel, Escher, Bach : Les Brins d'une Guirlande Éternelle (1979), également connu sous son acronyme GEB, est un livre de Douglas Hofstadter qui a obtenu le prix Pulitzer en 1980. 
Au premier niveau de lecture, cet ouvrage met en lumière les interactions entre les mathématiques, l'art et la musique, en s'appuyant sur les réalisations du logicien Kurt Gödel, de l'artiste Maurits Cornelis Escher et du compositeur Jean-Sébastien Bach qui semblent s'entrelacer. Douglas Hofstadter exprime ainsi l'objectif de son œuvre : 

« Je me suis rendu compte que Gödel, Escher et Bach n'étaient que des ombres projetées dans différentes directions par une essence centrale. J'ai essayé de reconstruire cet objet central, et c'est ce livre. »

L'ouvrage exploite les concepts d'analogie, de réductionnisme/holisme, mais aussi les paradoxes (et notamment les paradoxes de Zénon), la récursivité, l'infini, et les systèmes formels. Ses nombreux exemples de phrases auto-référentes sont liés aux ambigrammes, ces mots miroir qu'il a inventés, et discuté dans un article Création et créativité.
Ainsi, le livre est fondé sur des rapprochements inédits (ou au moins inhabituels) entre plusieurs systèmes formels (par exemple l'écriture, l'arithmétique de Peano, ou les réseaux neuronaux), et la manière dont se développent des systèmes complexes tels que la conscience ou l'Univers. Il explore la question de savoir si ces systèmes suivent ou non des règles assimilables à celle d'un système formel, et étudie la façon dont les particules élémentaires ont pu s'assembler pour former un être capable de prendre conscience de lui-même, mais aussi de s'extraire de la logique des systèmes formels (question qui est notamment étudiée par une comparaison entre l'homme et les machines douées d'intelligence artificielle).  Douglas Hofstadter y raconte par exemple le fonctionnement d'une fourmilière, dont la structure complexe émerge de la réunion de simples fourmis, ainsi que la notion de signaux.
Ce livre est considéré parfois comme un « ouvrage culte ».

## Titre et couverture, propos central
Le titre de l'ouvrage est lui-même une autoréférence : les initiales de Gödel, Escher et Bach — « G E B » — se retrouvent dans un ordre différent, aussi bien en anglais qu'en français, dans le sous-titre (Eternal Golden Braid, Brins d'une Guirlande Éternelle), où elles sont volontairement typographiées en majuscules. À noter que l'ordre des initiales, du titre au sous-titre et à la traduction en français, fait varier la combinatoire de ces initiales pour trois des six possibilités : GEB/EGB/BGE ; seules manquent les variantes GBE/EBG/BEG, qui se retrouvent peut-être dans les chapitres et le corps du texte. 
De même, la couverture des éditions en anglais (voir illustration ci-dessus) présente un montage photographique (ou un dessin en imagerie numérique) avec deux objets, ou plutôt deux fois le même objet : ces objets sont eux-mêmes des sortes d'ambigrammes visuels en trois dimensions qui sont en suspension et reçoivent un éclairage selon trois sources opposées. Chacun de ces « cubes virtuels sculptés » comprend en relief — selon l'angle de vue ou selon leur projection en ombre portée — chacune des trois initiales des noms du titre et des mots du sous-titre. 
Il s'agit donc là d'une expression visuelle du propos du livre (les paradoxes de l'auto-référencement), ainsi que des rapprochements et de la métaphore centrale qu'il propose, tels qu'ils sont énoncés ci-dessus par l'auteur, soit « Gödel, Escher et Bach [ne sont] que des ombres projetées dans différentes directions par une essence centrale » : chacune des lettres initiales en effet comprend les deux autres et est comprise par les deux autres, et selon la relativité du point de vue, il est ici question en fait d'une même réalité fondamentale sous-jacente malgré leur distinction, leur différence de formes voire leur contradiction apparentes. 

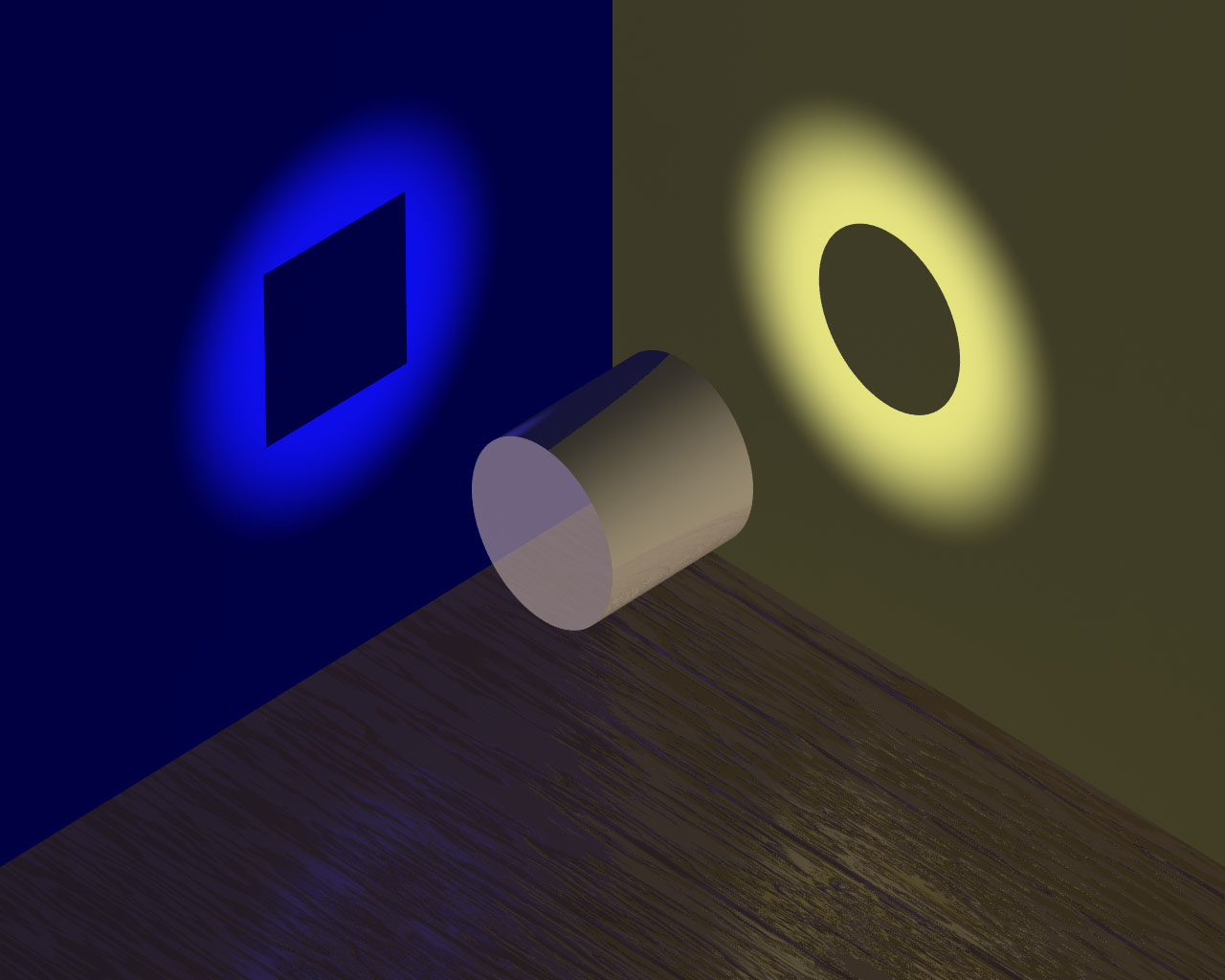
Métaphore du cylindre : objet ayant à la fois les propriétés d'un disque et d'un rectangle, en ombres projetées.

Un peu comme l'antique problème de la quadrature du cercle ou le principe en physique de la dualité onde-particule qui sont représentés par la « métaphore du cylindre » qui réunit selon notre angle de vue en un même objet — malgré leurs propriétés apparemment inconciliables — le cercle et le carré incommensurables entre eux, ou les aspects ondulatoire et corpusculaire de la matière et de l'énergie.

L'ensemble de ces métaphores visuelles ou intellectuelles, de ces rapprochements systémiques, permet à l'auteur d'approcher le mystère de l'émergence de la complexité et de l'éclairer d'un jour nouveau. C'est entre autres le cas de son étude comparée des œuvres — pourtant a priori fort éloignées les unes des autres et dans des champs bien distincts — de Bach (avec l’entrelacs savant de ses motifs fugués, son art parfois mathématique ou réversible du canon, du contrepoint ou de la variation tutoyant l'infini) d'Escher (et ses images paradoxales, ses trompe-l’œil repliés sur eux-mêmes) et de Gödel (et sa démonstration de l'incomplétude fondamentale des mathématiques, de la limite irréductible à leur démontrabilité interne). C'est ainsi que la voit Victor Gasquet dans sa critique de ce livre d'Hofstadter : 

« Quel rapport y a-t-il entre la musique de Jean-Sébastien Bach, les dessins du graveur néerlandais Maurits Escher, et le célèbre théorème du logicien autrichien Kurt Gödel ? Du premier, on connaît des pièces lisibles indifféremment dans les deux sens, ou répétant le même motif sous des formes toujours nouvelles ; Escher, lui, nous a laissé des images paradoxales de fontaines s'alimentant elles-mêmes, de bandes de Möbius infinies ou de mains s'autodessinant. De Gödel enfin, vient cet étrange théorème posant une limite à la capacité des mathématiques à démontrer leurs propres théorèmes. "Autoréférence" est ainsi le maître mot de ce récit fleuve [...]. De dialogues en chansons, de Lewis Carroll à Magritte, et de la biologie moléculaire à l'intelligence artificielle, l'auteur démonte les rouages logiques sur lesquels reposent toutes les sciences actuelles ».

## Structure
Le livre est découpé en chapitres discutant de différentes notions, entrecoupés par des dialogues sur le même thème, entre les personnages fictifs d'Achille et de la tortue, d'abord utilisés par Zénon d'Élée puis repris par Lewis Carroll.
Ces dialogues utilisent souvent des contraintes littéraires telles que l'autoréférence, la métafiction, ou les acrostiches ou homophonies approximatives, ou également des contraintes utilisées dans la musique, comme la fugue ou le Canon à l'écrevisse (qui devient une sorte de palindrome, où les répliques de la première partie sont réutilisées à l'envers dans la seconde).
L'auteur utilise également de nombreux puzzles afin d'illustrer certaines théories. Par exemple, le puzzle MU (en), un système formel de chaînes de caractères suivant des règles d'évolution, qui illustre l'impossibilité d'en dériver certaines combinaisons. Le système TNT («Typographical Number Theory (en)») permet de manipuler un système arithmétique basé sur les axiomes de Peano, et propose des exercices aux lecteurs pour le manipuler eux-mêmes ; ce système est ensuite utilisé pour démontrer le théorème de Gödel, et l'« explosion » de ce système lorsqu'il tente de parler lui-même.

## Thèmes
De manière globale, le livre explore différents systèmes formels et leur structure à différentes échelles, appliqués à la conscience, l'univers, l'écriture, etc., donnant lieu à des réflexions sur le réductionnisme versus le holisme.
L'intelligence artificielle et la théorie de l'esprit y sont très discutées, ainsi que des notions de biologie et ADN, de logique mathématique, de linguistique ou d'informatique théorique (l'auteur évoquant de nombreux algorithmes en Lisp).

## Traduction et édition française
La traduction française, qui date de 1985, est de Jacqueline Henry et Robert M. French (en). Plus qu'une traduction, il s'agit en réalité d'une véritable ré-écriture à laquelle l'auteur, qui parle et aime le français, a participé. Cette version a nécessité de trouver des analogies pertinentes en français avec des termes permettant de respecter l'essence du texte d'origine avec les différents jeux de langage. Douglas Hofstadter a, du reste, écrit directement en français l'introduction de cette édition. Il écrit lui-même dans les remerciements : « …Bob French et Jacqueline Henry  [, qui] ont recréé ce livre dans un français vivant et fort agréable à lire ». Comme le dit l'auteur, la lecture de la version anglaise et de sa ré-écriture en français permettent  d'accéder aux idées en s'affranchissant du langage qui les exprime.

## Distinctions
- 1980 : Prix Pulitzer de l'essai[4]
- 1980 : National Book Award en Science[5]